# Viktor Elm
Viktor Elm (Johansfors, 13 november 1985) is een voormalig Zweeds voetballer, die het grootste deel van zijn carrière voor Kalmar FF speelde. In Nederland kwam hij uit voor sc Heerenveen en AZ. In 2008 debuteerde hij in het Zweeds voetbalelftal.
Viktor Elm had twee broers die eveneens profvoetballer zijn geweest, David en Rasmus.

## Clubstatistieken
| seizoen | club           | land               | competitie  | wed. | goals | bekerwed. | goals |
| ------- | -------------- | ------------------ | ----------- | ---- | ----- | --------- | ----- |
| 2004    | Falkenbergs FF | Vlag van Zweden    | Superettan  | 4    | 0     |           |       |
| 2005    | Falkenbergs FF | Vlag van Zweden    | Superettan  | 28   | 8     |           |       |
| 2006    | Kalmar FF      | Vlag van Zweden    | Allsvenskan | 24   | 5     | 4         | 0     |
| 2007    | Kalmar FF      | Vlag van Zweden    | Allsvenskan | 24   | 4     | 4         | 1     |
| 2008    | Kalmar FF      | Vlag van Zweden    | Allsvenskan | 30   | 15    | 5         | 3     |
| 2008/09 | sc Heerenveen  | Vlag van Nederland | Eredivisie  | 12   | 4     | 4         | 4     |
| 2009/10 | sc Heerenveen  | Vlag van Nederland | Eredivisie  | 28   | 5     | 2         | 2     |
| 2010/11 | sc Heerenveen  | Vlag van Nederland | Eredivisie  | 29   | 3     | 1         | 1     |
| 2011/12 | sc Heerenveen  | Vlag van Nederland | Eredivisie  | 33   | 3     | 2         | 0     |
| 2012/13 | AZ             | Vlag van Nederland | Eredivisie  | 30   | 3     | 6         | 5     |
| 2013/14 | AZ             | Vlag van Nederland | Eredivisie  | 33   | 3     | 4         | 0     |
| 2014/15 | AZ             | Vlag van Nederland | Eredivisie  | 20   | 0     | 4         | 1     |
| 2015    | Kalmar FF      | Vlag van Zweden    | Allsvenskan | 27   | 3     | 0         | 0     |
| 2016    | Kalmar FF      | Vlag van Zweden    | Allsvenskan | 22   | 1     | 0         | 0     |
| 2017    | Kalmar FF      | Vlag van Zweden    | Allsvenskan | 30   | 4     | 0         | 0     |
| 2018    | Kalmar FF      | Vlag van Zweden    | Allsvenskan | 28   | 4     | 0         | 0     |
| 2019    | Kalmar FF      | Vlag van Zweden    | Allsvenskan | 25   | 3     | 0         | 0     |
| 2020    | Kalmar FF      | Vlag van Zweden    | Allsvenskan | 19   | 1     | 0         | 0     |
| Totaal  | Bijgewerkt     | 6 december 2020    |             | 445  | 69    | 36        | 17    |

## Clubcarrière

### Kalmar FF
Op 20-jarige leeftijd tekent Elm een contract bij Kalmar FF. Hij is op dat moment na Rasmus de tweede van de drie Elm-broers in dienst van Kalmar FF. In zijn eerste seizoen zwerft Elm tussen de bank en het basisteam. In zijn tweede seizoen is Elm onomstreden als linkermiddenvelder. Zijn broer David maakt inmiddels ook deel uit van het team. Met de drie broers in het team wint Kalmar FF de Zweedse beker. In de finale wordt IFK Göteborg met liefst 3–0 verslagen. In het seizoen 2008 wint Viktor Elm met Kalmar FF de Zweedse landstitel. Elm heeft een groot aandeel in de titel. De middenvelder geeft zeven assists en scoort vijftien doelpunten. Daarmee wordt hij tweede op de topscorerslijst, achter zijn ploeggenoot Patrik Ingelsten die negentien keer doel trof. Het goede spel van Elm levert hem de titel 'Zweeds middenvelder van het jaar' op.
Bovendien debuteert Elm in 2008 in het Zweedse nationale elftal. Op 19 januari speelt hij zijn eerste interland tegen de Verenigde Staten. Elm komt na rust in het veld als vervanger van Niclas Alexandersson.

### sc Heerenveen
Elm tekent in juli 2008 een contract bij sc Heerenveen. De Friezen volgen Elm op dat moment al een tijdje. In eerste instantie wilde Heerenveen Elm in de zomer overnemen van Kalmar, maar in de strijd om het Zweeds kampioenschap wilde Kalmar na Cesar Santin die naar FC Kopenhagen vertrok niet nog een speler kwijtraken. Na meerdere pogingen nam Heerenveen het besluit Elm dan maar per januari 2009 vast te leggen. Voordeel voor Heerenveen is dat ze nu geen transfersom hoeven te betalen. Elm tekent een contract tot 2012 in het Friese Haagje.
In november 2008 besluit Elm om een maand eerder naar Heerenveen te komen om te wennen aan zijn nieuwe omgeving. De lange Zweed maakt op vrijdag 16 januari zijn officiële debuut voor Heerenveen in de met 3–1 gewonnen wedstrijd tegen Feyenoord. Elm speelt de volledige negentig minuten mee. Een paar dagen later treft Elm voor het eerst doel voor Heerenveen. Andermaal is Feyenoord de tegenstander. In de met 0–3 gewonnen wedstrijd neemt Elm twee treffers voor zijn rekening.

### AZ
In juni 2012 tekende Elm een contract tot 2016 bij AZ. Elm kwam transfervrij over van sc Heerenveen. Hij maakte zijn debuut voor AZ in de eredivisie bij een 2–2 gelijkspel tegen Ajax. Op 27 september scoorde hij een hattrick tegen SC Veendam in de KNVB beker. Uiteindelijk won Elm de beker met AZ na een 2–1 overwinning op PSV in de finale. Elm scoorde 5 goals in het bekertoernooi. Zijn eerste competitiedoelpunt maakte hij op 30 september tegen RKC Waalwijk. Die wedstrijd eindigde in een 3–3 gelijkspel. Bij afwezigheid van Maarten Martens (blessure) en Nick Viergever (schorsing) was Elm op 25 januari 2013 tegen VVV-Venlo voor de eerste keer aanvoerder van AZ. AZ won met 4–1. AZ eindigde in het seizoen op de tiende plaats. Elm maakte drie competitiedoelpunten in zijn eerste seizoen bij AZ.

### Kalmar FF
Elm keerde op 30 maart 2015 terug bij Kalmar FF, waar zijn beide broers inmiddels ook weer onder contract stonden. Vanaf het seizoen 2016 besloot Elm zich te richten op de positie van centrale verdediger. Na meer dan 300 wedstrijden in de hoofdmacht van Kalmar FF, kondigde Elm in oktober 2020 aan om aan het eind van het seizoen een punt achter zijn carrière te zetten.

## Erelijst
- 2007: Bekerwinnaar van Zweden met Kalmar FF
- 2008: Eerste interland, Zweden - Verenigde Staten
- 2008: Verliezend bekerfinalist met Kalmar FF
- 2008: Landskampioen van Zweden met Kalmar FF
- 2008: Zweeds middenvelder van het jaar
- 2009: Bekerwinnaar van Nederland met SC Heerenveen
- 2009: Topscorer(5) Bekertoernooi van Nederland met SC Heerenveen
- 2011: ING Fair Play-prijs Eredivisie
- 2013: bekerwinnaar van Nederland met AZ